# CA Lanús

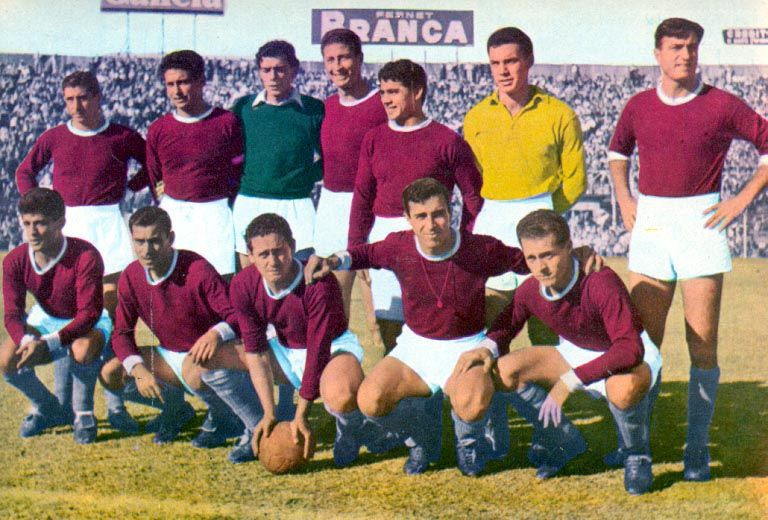
Team von CA Lanús im Jahr 1960

Der Club Atlético Lanús ist ein argentinischer Fußballverein aus Lanús, einem industriellen Vorort der argentinischen Hauptstadt in der Provinz Buenos Aires, der in der Primera División (erste argentinische Liga) spielt.

## Geschichte
Im Jahr 1978 erreichte der Verein mit einem Schuldenberg von rund zwei Millionen US-Dollar Schulden die größte finanzielle Krise. Nur durch die enorme Fanunterstützung war es Lanús möglich sich finanziell wieder zu regenerieren. Innerhalb von drei Jahren stieg die Mitgliederzahl von 1978 bis 1981 von 2.000 auf 10.000. Mit dem Sieg der Copa Conmebol im Jahre 1996 erreichte Lanús unter Trainer Héctor Cúper erstmals einen bedeutenden Titelgewinn. 2007 gewann der Verein erstmals in der Vereinsgeschichte die argentinische Meisterschaft. Garant für den Erfolg war der Stürmer José Sand, der in 15 Ligaspielen ebenso viele Tore erzielen konnte.
Ab der Saison 2008/09 wurde die Mannschaft von Luis Zubeldía trainiert, der damals selbst erst 27 Jahre alt war. Zubeldía hatte seine eigene Profilaufbahn bei Lanús wegen einer Knochenentzündung im Knie im Jahre 2004 beenden müssen.
In der Saison 2013 konnte die Copa Sudamericana gewonnen werden, sodass man für die Recopa Sudamericana 2014 qualifiziert war.

## Titel
- Argentinischer Meister (2): Apertura 2007, 2016
- Argentinischer Superpokal: 2016
- Copa Bicentenario: 2016
- Copa Conmebol: 1996
- Copa Sudamericana: 2013

## Trainer
- Miguel Brindisi (2003–2004)
- Dezember 2015 bis Dezember 2017: Jorge Almirón[1]
- seit Dezember 2017: Ezequiel Alejo Carboni

## Ehemalige bekannte Spieler
| - Lautaro Acosta (2006–2008) - Gabriel Calderón (1978–1979) - Denis Caniza (1999–2001) - Ezequiel Alejo Carboni (1998–2005) - Cristian Fabbiani (2001–2007) - Juan Héctor Guidi (1949–1961, 1963–1970) - Ariel Ibagaza (1994–1998) - Diego Klimowicz (1999–2001) |  | - Sebastián Leto (2005–2007) - Pablo Daniel Osvaldo (1995–1999) - Oswaldo Piazza (1967–1972) - Carlos Roa (1994–1997) - José Sand (2007–2009) - Fernando Tissone (2004–2005) - Mauro Camoranesi (2011–2012) |